# Pick n Pay Amashovashova National Classic
La Pick n Pay Amashovashova National Classic es una carrera ciclista de un día sudafricana.
Comenzó como amateur en 2006 siendo profesional formando parte del parte del UCI Africa Tour en la edición del 2008, dentro de la categoría 1.2 (última categoría del profesionalismo). Desde el 2009 volvió a ser amateur por ello todos sus ganadores han sido sudafricanos.

## Palmarés
En amarillo: edición amateur
| Año  | Ganador               | Segundo               | Tercero                     |
| ---- | --------------------- | --------------------- | --------------------------- |
| 2006 | Robert Hunter         | Nolan Hoffman         | Jacques Fullard             |
| 2007 | Christoff Van Heerden | Herman Fouche         | Daryl Impey                 |
| 2008 | Malcolm Lange         | Aaron Brown           | Reinardt Janse van Rensburg |
| 2009 | Arran Brown           | Malcolm Lange         | Christoff Van Heerden       |
| 2010 | Arran Brown           | Malcolm Lange         | Tyler Day                   |
| 2011 | Nolan Hoffman         | Herman Fouche         | Dean Edwards                |
| 2012 | Johann Rabie          | Johannes Kachelhoffer | Jason Bakke                 |
| 2013 | Nolan Hoffman         | Tyler Day             | Herman Fouche               |
| 2014 | Nolan Hoffman         | Meron Teshome         | Ryan Gibbons                |
| 2015 | Nolan Hoffman         | Clint Hendricks       | Willie Smit                 |
| 2016 | Nolan Hoffman         | Tyler Day             | Willie Smit                 |
| 2017 | Nolan Hoffman         | Clint Hendricks       | Ryan Harris                 |

## Palmarés por países
| País      | Victorias |
| --------- | --------- |
| Sudáfrica | 12        |